# 원희 (전조)
원희(元熙)는 중국 전조(前趙) 한왕(漢王) 유연(劉淵)이 사용한 연호이다. 304년 10월에서 308년 9월까지 5년 동안 사용하였다. 304년 10월, 유연은 한(漢)을 건국하고 한왕을 자칭하면서 개원하였다.
같은 시기에 사용된 다른 연호로는 서진(西晉)에서 사용한 건무(建武 : 304년), 영안(永安 : 304년), 영흥(永興 : 304년 ~ 306년), 광희(光熙 : 306년), 영가(永嘉 : 307년 ~ 313년), 성한(成漢)에서 사용한 건흥(建興 : 304년 ~ 306년), 안평(晏平 : 306년 ~ 310년)이 있다.

## 연대대조표
| 원희                | 원년                                            | 2년        | 3년                 | 4년             | 5년        |
| 서력                | 304년                                           | 305년      | 306년               | 307년           | 308년      |
| 육십간지 (六十干支) | 갑자(甲子)                                      | 을축(乙丑) | 병인(丙寅)          | 정묘(丁卯)      | 무진(戊辰) |
| 서진 (西晉)         | 건무(建武) 원년 영안(永安) 원년 영흥(永興) 원년 | 2년        | 3년 광희(光熙) 원년 | 영가(永嘉) 원년 | 2년        |
| 성한 (成漢)         | 건흥(建興) 원년                                 | 2년        | 3년 안평(晏平) 원년 | 2년             | 3년        |

## 같이 보기
- 다른 왕조의 같은 연호
  - 동진(東晉) 원희(419년 ~ 420년)

- 중국의 연호

| 이전 연호 <서진 영흥(永興)> | 중국의 연호 전조(前趙) | 다음 연호 영봉(永鳳) |